# Robert Guttmann
Robert Guttmann (geboren 20. April 1880 in Schüttenhofen, Österreich-Ungarn; gestorben 14. März 1942 im Ghetto Litzmannstadt) war ein tschechoslowakischer Maler.

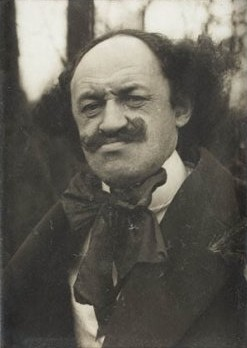
Robert Guttmann (1930)

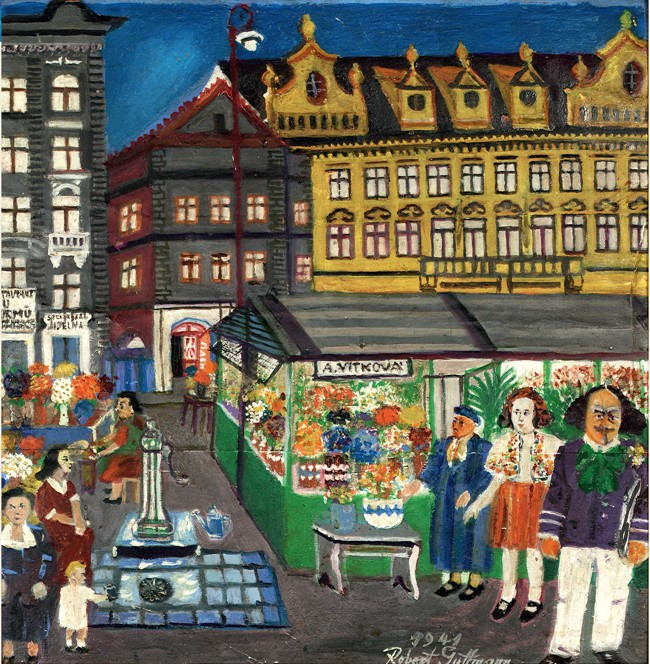
Kohlenmarkt in Prag mit Selbstporträt (1941)

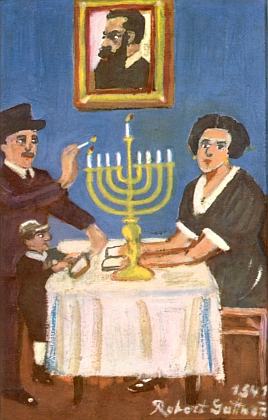
Chanukka mit Theodor Herzl (1941)

## Leben
Robert Guttmann besuchte die Grundschule in Planá nad Lužnicí und danach die tschechische Mittelschule in České Budějovice, die er aber bereits nach zwei Jahren abbrach. 1895 zog die Familie nach Prag, wo er die zweijährige Privat-Handelsschule Bergmann besuchte und danach die private Kunstschule des Landschaftsmalers Alois Kirnig. Guttmann engagierte sich seit 1893 in der jüdischen Jugendorganisation, aus der die Makabi hervorging, und machte sich 1897 auf den Weg zum ersten Zionistenkongress nach Basel. Den 14-wöchigen Fußmarsch dahin finanzierte er sich mit handgemalten Postkartenansichten und Karikaturen, das blieb auch in Zukunft seine wesentliche Einkommensquelle. 1899 war er Mitgründer einer Prager Zionistenorganisation. Er besuchte bis 1925 die meisten Zionistenkongresse, machte sich aber bei anderen Zionisten durch seinen exzentrischen Auftritt unbeliebt. 
Guttmann war ein Prager Café- und Straßenmaler. Er wanderte durch die Slowakei und durch Podkarpatská Rus und besuchte die dortigen jüdischen Gemeinden. Im Jahr des 10. Jahrestages der Gründung der Tschechoslowakei hatte er eine Ausstellung mit 40 Gemälden am Karlsplatz. 
Nach der deutschen Besetzung der Tschechoslowakei Anfang 1939 wurde Guttmann als Jude verfolgt. Am 16. Oktober 1941 wurde er mit dem ersten Judentransport von Prag in das Ghetto Litzmannstadt (Łódź) deportiert, wo er an den Haftbedingungen starb.  
Guttmanns Malstil passt nicht in ein traditionelles Schema der Kunststile und kann vielleicht als eine originäre Form des Primitivismus angesehen werden. Er war in den Prager Cafés mehr als Original bekannt, als dass seine Bilder zu seinen Lebzeiten geschätzt wurden. Von seinen Bildern sind einige aus den Jahren von 1939 bis 1941 erhalten und befinden sich zum Teil in der Sammlung des Jüdischen Museums in Prag, welches 2001 eine seiner Dependancen als „Galerie Roberta Guttmanna“ mit einer Ausstellung seiner Bilder eröffnete.